# ری، دانمارک
ری (به دانمارکی: Ry) یک شهرک در دانمارک است که در شهرداری اسکاندربورگ واقع شده‌است. ری ۵٬۷۳۱ نفر جمعیت دارد.